# Coalition rouge romaine
La coalition rouge romaine est un type de coalition politique en Belgique rassemblant des socialistes et des démocrates chrétiens. Bien que le surnom donné à la coalition soit récent, cette alliance, apparue pour la première fois dans l'entre-deux-guerres, est historiquement très fréquente en Belgique depuis les années 1960. Elle est l'équivalent belge de la Grande coalition en Allemagne.
La coalition rouge romaine a été la coalition privilégiée des années 1960 jusqu'au milieu des années 1970 avant de redevenir dominante durant les années 1990. Elle disparaît partout à partir des années 2000, sauf en Région wallonne et en Communauté française où elle reste la coalition privilégiée.

## Liste des coalitions rouge-romaine

### Gouvernement national/fédéral
- 1925-1926 : Poullet (Parti catholique-POB)
- 1939 : Pierlot I (Parti catholique-POB)
- 1947-1948 : Spaak III (PSB-BSP-PSC-CVP)
- 1948-1949 : Spaak IV (PSB-BSP-PSC-CVP)
- 1961-1965 : Lefèvre (PSC-CVP-PSB-BSP)
- 1965-1966 : Harmel (PSC-CVP-PSB-BSP)
- 1968-1972 : Gaston Eyskens IV (CVP-PSC-PSB-BSP)
- 1972-1973 : Gaston Eyskens V (CVP-PSC-PSB-BSP)
- 1980 : Martens II (CVP-PSC-PS-SP)
- 1980-1981 : Martens IV (CVP-PSC-PS-SP)
- 1981 : Mark Eyskens (CVP-PSC-PS-SP)
- 1991-1992 : Martens IX (CVP-PSC-PS-SP)
- 1992-1995 : Dehaene I (CVP-PSC-PS-SP)
- 1995-1999 : Dehaene II (CVP-PSC-PS-SP)

### Gouvernement flamand
- 1992 : Van den Brande I (CVP-SP)
- 1995-1999 : Van den Brande IV (CVP-SP)

### Gouvernement wallon
- 1988 : Coëme (PS-PSC)
- 1988-1992 : Anselme (PS-PSC)
- 1992-1994 : Spitaels (PS-PSC)
- 1994-1995 : Collignon I (PS-PSC)
- 1995-1999 : Collignon II (PS-PSC)
- 2004-2005 : Van Cauwenberghe II (PS-cdH)
- 2005-2007 : Di Rupo II (PS-cdH)
- 2007-2009 : Demotte I (PS-cdH)
- 2014-2017 : Magnette (PS-cdH)

### Gouvernement de la Communauté française
- 1988 : Moureaux II (PS-PSC)
- 1988-1992 : Féaux (PS-PSC)
- 1992-1993 : Anselme (PS-PSC)
- 1993-1995 : Onkelinx I (PS-PSC)
- 1995-1999 : Onkelinx II (PS-PSC)
- 2004-2008 : Arena (PS-cdH)
- 2008-2009 : Demotte I (PS-cdH)
- 2014-2019 : Demotte III (PS-cdH)

### Gouvernement germanophone
- 1995-1999 : Maraite III (CSP-SP)